# Mollie O’Callaghan
Mollie Grace O’Callaghan, OAM (* 2. April 2004 in South Brisbane, Queensland) ist eine australische Schwimmerin. Sie ist fünffache Olympiasiegerin und dreizehnfache Weltmeisterin (2022–2025).

## Erfolge
Mollie O’Callaghan war Teil aller australischen Schwimmstaffeln bei den Olympischen Sommerspielen 2020 in Tokio. Über 4 × 100 m Freistil und 4 × 100 m Lagen gewann sie Gold sowie über 4 × 200 m Freistil Bronze. Am 23. Juni 2022 wurde sie mit 52,67 s Weltmeisterin über 100 m Freistil. Auch mit der 4 × 100-m-Freistilstaffel gelang ihr der Titelgewinn, während sie über 200 m sowohl im Einzel als auch mit der Staffel Silber gewann.
Bei den Kurzbahnweltmeisterschaften 2022 in Melbourne gewann O’Callaghan in Summe sieben Medaillen und wurde dreimal Weltmeisterin mit der australischen Staffel.
Bei den Weltmeisterschaften 2023 in Fukuoka wurde sie Weltmeisterin über 100 und 200 m Freistil; über 200 m stellte mit 1:52,85 min einen neuen Weltrekord auf. Sie ist die erste Frau, die an derselben Meisterschaft über 100 und 200 m Freistil Weltmeisterin wurde. Außerdem gewann sie drei Goldmedaillen in den Freistil-Staffelwettbewerben. In allen drei unterbot das australische Team jeweils den bestehenden Weltrekord.
Bei den Olympischen Sommerspielen 2024 in Paris wurde O’Callaghan Olympiasiegerin über 200 m Freistil und stellte dabei im Finale einen neuen olympischen Rekord auf. Außerdem gewann sie Gold mit der 4 × 100-m-Freistilstaffel und in neuem olympischen Rekord mit der 4 × 200-m-Freistilstaffel.
O’Callaghan ist aktuell (Stand: Ende Juli 2024) Inhaberin von sechs Weltrekorden.

## Ehrungen
Anlässlich der Australia Day Honours 2022 wurde O’Callaghan mit der Medal of the Order of Australia ausgezeichnet.